# Xylopia capuronii
Xylopia capuronii Cavaco & Keraudren – gatunek rośliny z rodziny flaszowcowatych (Annonaceae Juss.). Występuje endemicznie we wschodniej części Madagaskaru.  

## Morfologia
PokrójZimozielone drzewo dorastające do 15 m wysokości. Kora ma ciemnoszarą barwę. Młode pędy są owłosione.
LiścieMają eliptyczny kształt. Mierzą 7–14,5 cm długości oraz 2,5–4,5 szerokości. Są skórzaste, owłosione od spodu. Nasada liścia jest rozwarta. Wierzchołek jest spiczasty. Ogonek liściowy jest owłosiony i dorasta do 10 mm długości.
KwiatySą pojedyncze lub zebrane w parach. Rozwijają się w kątach pędów. Działki kielicha mają owalny kształt i dorastają do 6 mm długości. Płatki mają lancetowaty lub trójkątny kształt i dorastają do 10–11 mm długości. Są prawie równe, owłosione. Słupków jest do 18. Są omszone i mierzą 1 mm długości.
OwoceZłożone z siedzących rozłupni. Mają gruszkowaty kształt i są omszone. Osiągają 2 cm długości oraz 1,5 cm średnicy.

## Biologia i ekologia
Rośnie w lasach. Występuje na wysokości około 700 m n.p.m.